# Hartmut Urban

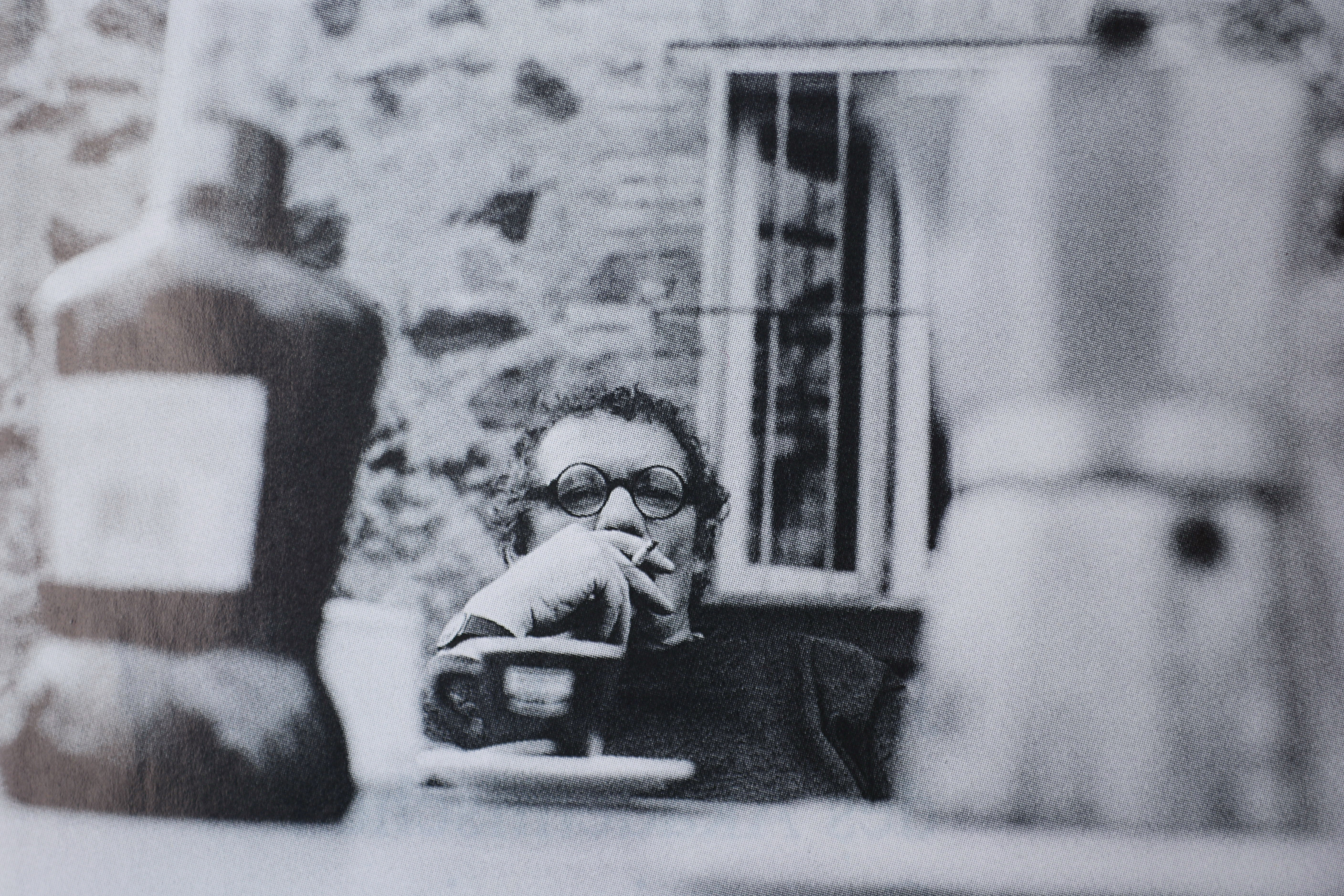
Hartmut Urban

Hartmut Urban (* 23. August 1941 in Klagenfurt; † 22. Mai 1997 in Graz) war ein österreichischer Künstler, Maler, Grafiker und Lehrer für Bildnerische Erziehung am Akademischen Gymnasium in Graz.

## Leben

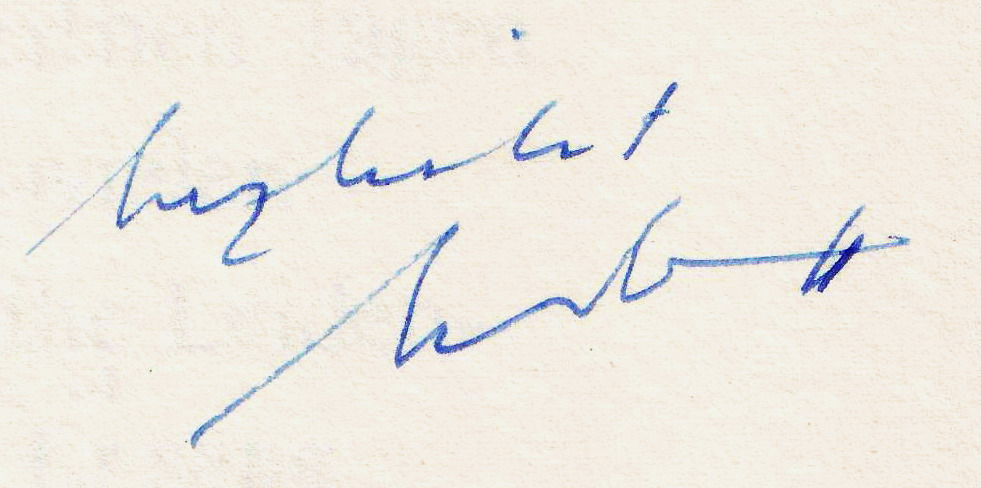
Widmung herzlichst Hartmut Urban, Dezember 1992

Nach seiner Schulzeit studierte Hartmut Urban von 1960 bis 1966 Architektur an der Technischen Universität Graz. Anschließend, von 1967 bis 1972, absolvierte er das Studium der Malerei an der Akademie der bildenden Künste in Wien und schloss dieses mit dem akademischen Titel Mag. art. ab. Seine Lehrer waren unter anderem Walter Eckert, Schüler von Herbert Boeckl, und Maximilian Melcher.
Nach Beendigung seiner Studien arbeitete Urban sowohl als freischaffender Maler und Grafiker als auch von 1972 bis zu seinem Tod im Mai 1997 unter den Direktoren Rudolf Kellermayr und Josef Wilhelm als Lehrer für Bildnerische Erziehung am Akademischen Gymnasium in Graz. Erfrischend brachte sich der Maler, Grafiker und passionierte Lehrer mit zahllosen Ideen und Werken in die steirische Kulturszene ein. „Der blondgelockte kleine Kärntner“, so Hödlmoser-Autor Reinhard P. Gruber 1975 in seiner Funktion als Kunstkritiker der Kleinen Zeitung, profilierte sich als undogmatischer Künstler.

## Künstlerisches Wirken
Seit 1973 beschäftigte sich Hartmut Urban mit Landschafts- und Architekturmotiven. Dabei ging es ihm darum, Strukturen bzw. Rastersysteme aus den natürlichen Bedingungen von Landschaften zu kristallisieren und darzustellen. Weiters wirkte Urban auch besonders auf Oberflächenstrukturen ein, die sich in Materialbildern manifestierten. Seine Arbeiten sind geprägt von abstrahiert Gegenständlichem, oder, und das gilt besonders für seine Grafiken, sie wirken dynamisch-expressiv. Urbans typische Landschaften sind meist in mehr oder weniger reduzierter Form mit einigen Strichen oder Schraffuren aufs Blatt gebannt. Oft scheint es sich dabei um eine Art Landschaftssegment zu handeln, das aus seiner gewohnten Umgebung quasi herausgeschnitten worden ist. Auf diese Weise ist es möglich, einen Blick auf das Innere der Landschaft zu werfen.
Urbans New-York-Serie von 1981 zählt wohl zu den bekanntesten Arbeiten des Künstlers: Von 1980 bis 1981 verbrachte er einige Monate in dieser Stadt und kehrte sehr inspiriert mit einer Reihe bedeutender Arbeiten wieder nach Graz zurück. Meist diente der typisch rasterförmige Grundriss des Big Apple als Malgrund, und Urban fügte dann Wolkenkratzer, Straßenszenen oder andere Motive mittels Zeichnung oder Collage hinzu. In der New-York-Serie verwendete er Stadtpläne, Zeitungsausschnitte und Telefonbuchseiten aus New York und erzielte durch deren Übermalung geometrisch-flächige Strukturen.
Kennzeichnend für Hartmut Urban war auch die ständige Auseinandersetzung mit Literatur, u. a. mit Werken von Wolfgang Bauer oder Alfred Kolleritsch (einem seiner engsten Freunde), zu denen er in freier Assoziation Bilder gestaltete. Ab 1990 entstanden Materialbilder mit Sand, dem Farben beigemischt wurden, was unterschiedliche Strukturen und Tonwerte entstehen ließ.
Urban, der seit 1972 Mitglied des Forum Stadtpark, später Leiter des dortigen Referates für bildende Kunst und Gründungsmitglied des Grazer Kunstvereines war, lieferte darüber hinaus bedeutende Beiträge zu Kunst am Bau in Graz (Akademisches Gymnasium Graz: Wandgestaltung in einem Stiegenhaus, Farbgestaltung der Türen; Farbgestaltung der Fenster der Volksschule und der Neuen Mittelschule St. Johann, Mariatrosterstraße) und Leibnitz (Fassade des Finanzamtes, mit einem „Antragsformular“ gestaltet), sowie zum internationalen Festival für zeitgenössische Kunst Steirischer Herbst und illustrierte beispielsweise literarische Werke von Alfred Kolleritsch und Gert Jonke. Er beherrschte verschiedene malerische und zeichnerische Disziplinen, wobei auch einige sehr treffende Karikaturen von seiner Hand stammen (Beispiele siehe Fotogalerie: Grafik ohne Titel und Jahresangabe, Karikatur Miles Davis: I love Miles, 1995).
Das Informel, dessen gestische Arbeitsmethodik und spontane Emotionalität, die ihn beeindruckten und die er vor allem in großformatigen Arbeiten bis hin zu seinen mit Sand und Staub besetzten Materialbildern auf spezifische Art weiterentwickelte, war Kennzeichen seiner Arbeit. Der gleichzeitige Einsatz verschiedener Materialien, wie Papier, Leinwand, Stadtpläne oder Zeitungsausschnitte weisen innerhalb seiner Arbeit auch auf das Verschwinden des Gegenstandes innerhalb einer alltäglichen Omnipräsenz der Medien. Gleichzeitig referierte Urban auf die Materialästhetik des Alltags von Kurt Schwitters Merz-Bildern als Archive der Gegenwart, oder die Überhöhung des Gegenstandes der Pop Art bis zur ästhetischen Reaktion auf die Wegwerfgesellschaft, um auch hier eine eigene Formensprache zu entwickeln.
Zahlreiche Ausstellungen zeigten seit 1972 seine Werke im In- und Ausland. Er nahm mehrmals an den Internationalen Malerwochen in der Steiermark teil und stellte 1975, 1978, 1983, 1988, 1990, 1993 im Forum Stadtpark in Graz aus. 1981 fand eine Ausstellung seiner Werke über New York im Stadtmuseum in Graz statt sowie 1994 die Ausstellung Große Formate im Künstlerhaus in Graz und 1995 eine Intervention im Stiegenhaus der Neuen Galerie in Graz. Dafür strukturierte und verdichtete er die Textur von Buchseiten aus Dichtungen von Alfred Kolleritsch mittels gestischer Übermalung. Diese Intervention, der großflächige Literaturfahrplan, heute in der Direktion des Akademischen Gymnasiums Graz befindlich, wurde von Hartmut Urbans Bruder Gerolf Urban aus dem Nachlass der Schule geschenkt (siehe 2 Bilder Literaturfahrplan in der Fotogalerie).
Knapp vor seinem plötzlichen Tod inszenierte er für den Grazer Kunstverein einen kulinarischen Ausstellungsabend bzw. eine daran anschließende, einmonatige Ausstellung, in der Erdbeerland zum Sinnbild für lustvolles Sehen und Erleben wurde. Er initiierte mit seiner Makrolandschaft eine Wechselwirkung von lustvollem Sehen und Erleben und brachte dabei die malerischen Qualitäten veränderter Sichtweisen zum Ausdruck. In einer Wandinstallation wurden Gläser mit Eingemachtem präsentiert, die in ihrer linearen Anordnung eine changierende Farbzeile ergaben. Hartmut Urban stellte den Vorgang des Kochens dem Malen gegenüber. Dabei spielte nicht nur die sinnliche Komponente des Herstellungsprozesses, sondern auch die Übersetzung von Malerei in ein anderes Medium eine Rolle. Die in Alkohol eingelegten Früchte wurden zu Großaufnahmen von Landschaftsbildern. Die konservierten Bilder verstanden sich zunächst als Schauobjekte, die, gleich einer naturhistorischen Präsentation, den Betrachter zur Beobachtung, Beschreibung und Klassifizierung aufforderten. Die Kontextverschiebung in den musealen Raum einerseits und die Alltäglichkeit der Früchte andererseits – es handelte sich nicht um besondere Arten von gentechnisch veränderten Substanzen, sondern um genussvolle Erdbeeren, Gurken oder Stangensellerie – lenkten den Blick auf die ihnen innewohnenden Qualitäten des Malerischen. Die Malerei im Einmachglas wurde zudem noch fortgemalt, als dass sie auch verzehrt werden konnte.

## Wirken als Lehrer
Als unkonventioneller Lehrer für Bildnerische Erziehung hinterließ Hartmut Urban bei den ihm anvertrauten Schülern, den Eltern und seinen eigenen Kollegen einen bleibenden, tiefen Eindruck:

„Hartmut Urban hat sich ungemein für das Gemeinsame angestrengt, sich selbst zurückstellend war er der toleranteste Brückenbauer. Er hat viel zu wenig für sich selbst getan. Die Schule, das von ihm so geliebte Akademische Gymnasium, hat und hatte so viel von ihm. Der Kunsterzieher war Herzenserzieher, aus eigener Erfahrung wusste er, was Helfen bedeutet. Er wusste, dass die Zwänge, die die Schule mitunter braucht, durch die Lichtung des Zwanglosen im Freien aufgelöst werden können. Er wollte nicht bloß lehren, er wollte Begeisterung erwecken: als autonomer Lehrer, abhold allen Ideologien und pädagogischen Besserwissereien. Er arbeitete in seiner Schule wie er an allen Kunstwerken arbeitete. Er ließ sich auch nicht abschrecken, nicht als freier Künstler zu leben, so sehr er die Behinderung für sein Schaffen mitunter bedrückend empfand. Kein Zweiter seiner Art ist mir auf dieser Welt begegnet: ein Bündel von Widersprüchen, schmerzhaften Lebens und voll überschäumender Freude, Lebenslust und Todesnähe zugleich. Wie wunderbar, dass es Dich gegeben hat. Wem sollen wir danken dafür?“

„Mit jeder Erregung der Existenz erobert er die Welt zurück und reißt sie heraus aus ihrer Verlorenheit in meß- und verfügbare Objektivität.“

Hartmut Urban schuf das offizielle Schul-Logo des Akademischen Gymnasiums Graz, die Eule auf der Säule. Darüber schreibt sein ehemaliger Kollege Wolfgang J. Pietsch folgendermaßen: „Das offizielle Schul-Logo Die Eule auf der Säule von Hartmut Urban (mit handschriftlicher Signierung: „‚Akademisches‘ Graz, Austria“, siehe Bild in der Fotogalerie) zeigt eine dorische Säule als Symbol für die ursprünglich klassische Ausrichtung der Schule, desgleichen darüber die Eule als Symbol der Weisheit (aus der griechischen Mythologie), und das alles in leichter Schieflage, die man auf verschiedene Weise deuten könnte.“
Hartmut Urban starb völlig unerwartet am 22. Mai 1997 in seiner Grazer Wohnung, wenige Tage bevor die letzte von ihm gestaltete Ausstellung Bilder zu Alfred Kolleritsch 1978–1996 in Köflach eröffnet werden sollte. Das Requiem für ihn fand am 30. Mai 1997 unter großer Anteilnahme der Schulgemeinschaft des Akademischen Gymnasiums Graz sowie vieler Freunde, Weggefährten und Künstler in der Grabenkirche in Graz statt. Seine engen Freunde Alfred Kolleritsch und Josef Wilhelm, zu dieser Zeit Direktor des Akademischen Gymnasiums, hielten die Trauerreden. Zur musikalischen Gestaltung des Gottesdienstes wurden u. a. Jan Garbarek: Officium – Parce mihi Domine und UB40: Red Red Wine, Stücke, die Hartmut Urban besonders geliebt hatte, gespielt. Hartmut Urban wurde am 3. Juni 1997 am Friedhof in Spittal an der Drau bestattet.

## Gedächtnisausstellung
In Erinnerung an Hartmut Urban fand anlässlich seines 20. Todestages in der Zeit von 23. Juli 2017 bis 27. August 2017 eine Gedächtnisausstellung in der Rondell-Gallery in Schwanberg, wo Urban lange ein Atelier hatte, statt.

## Fotogalerie mit Werken Hartmut Urbans

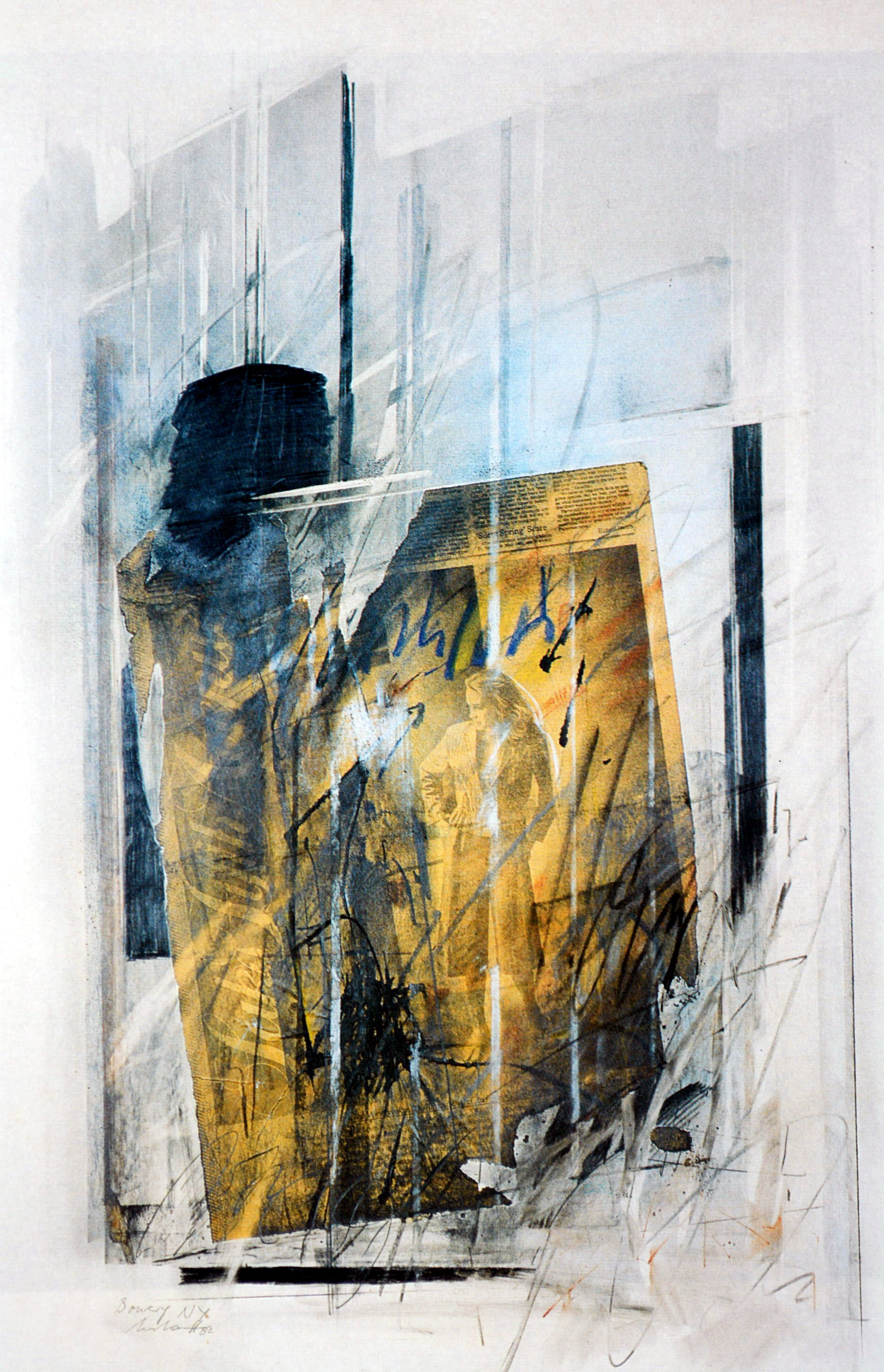
Bowery New York, 1982
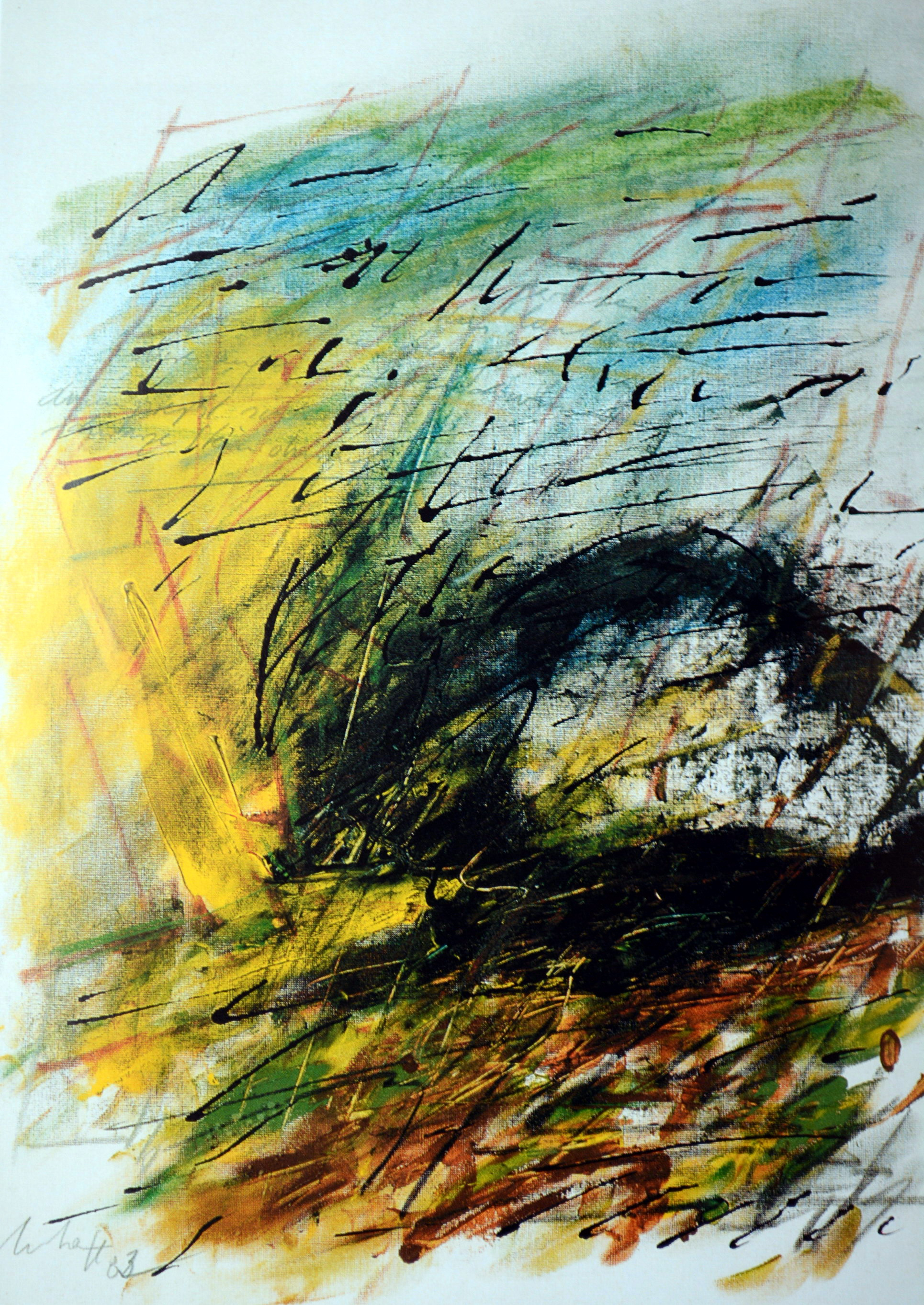
ohne Titel 1983
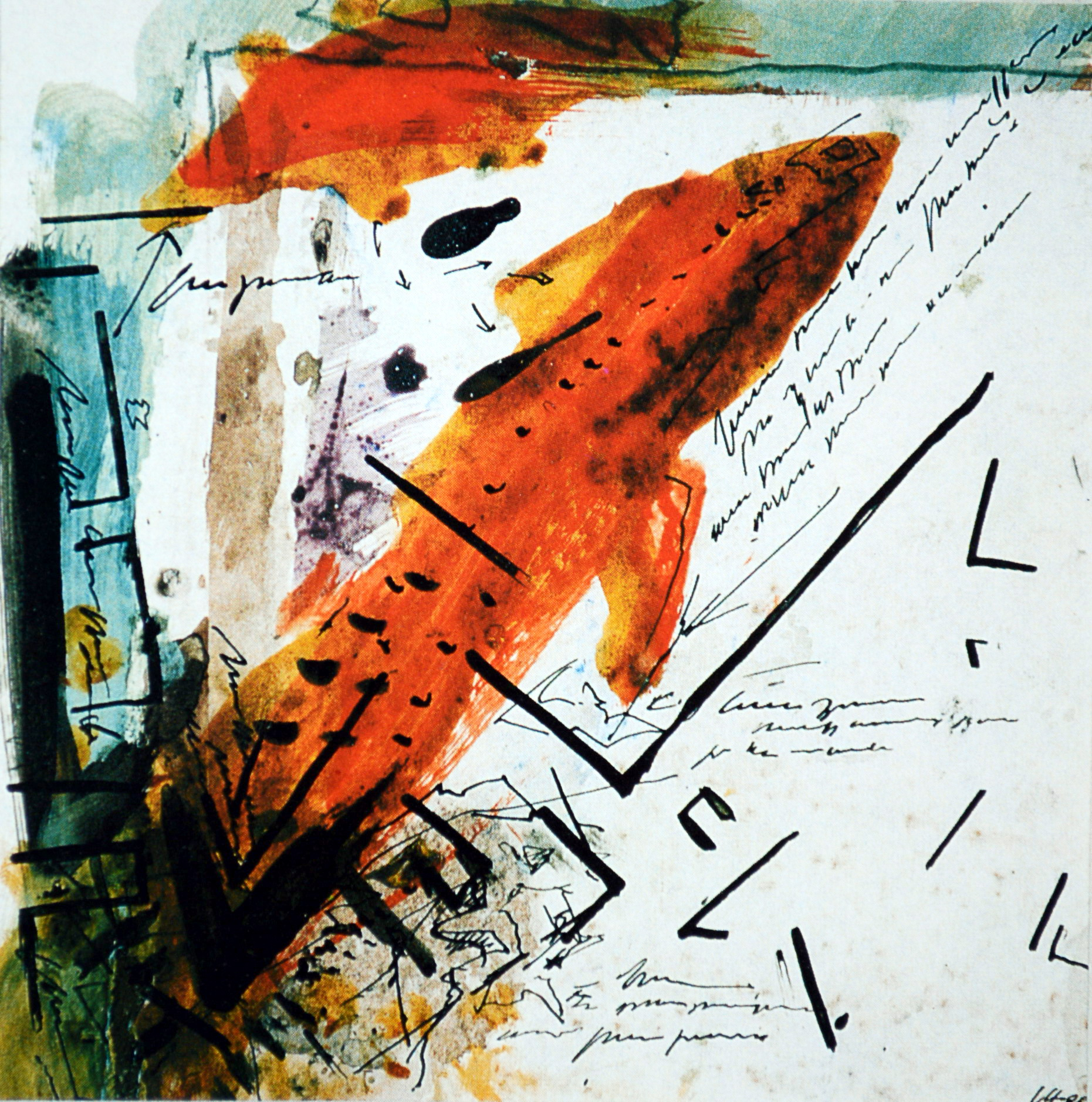
ohne Titel 1986
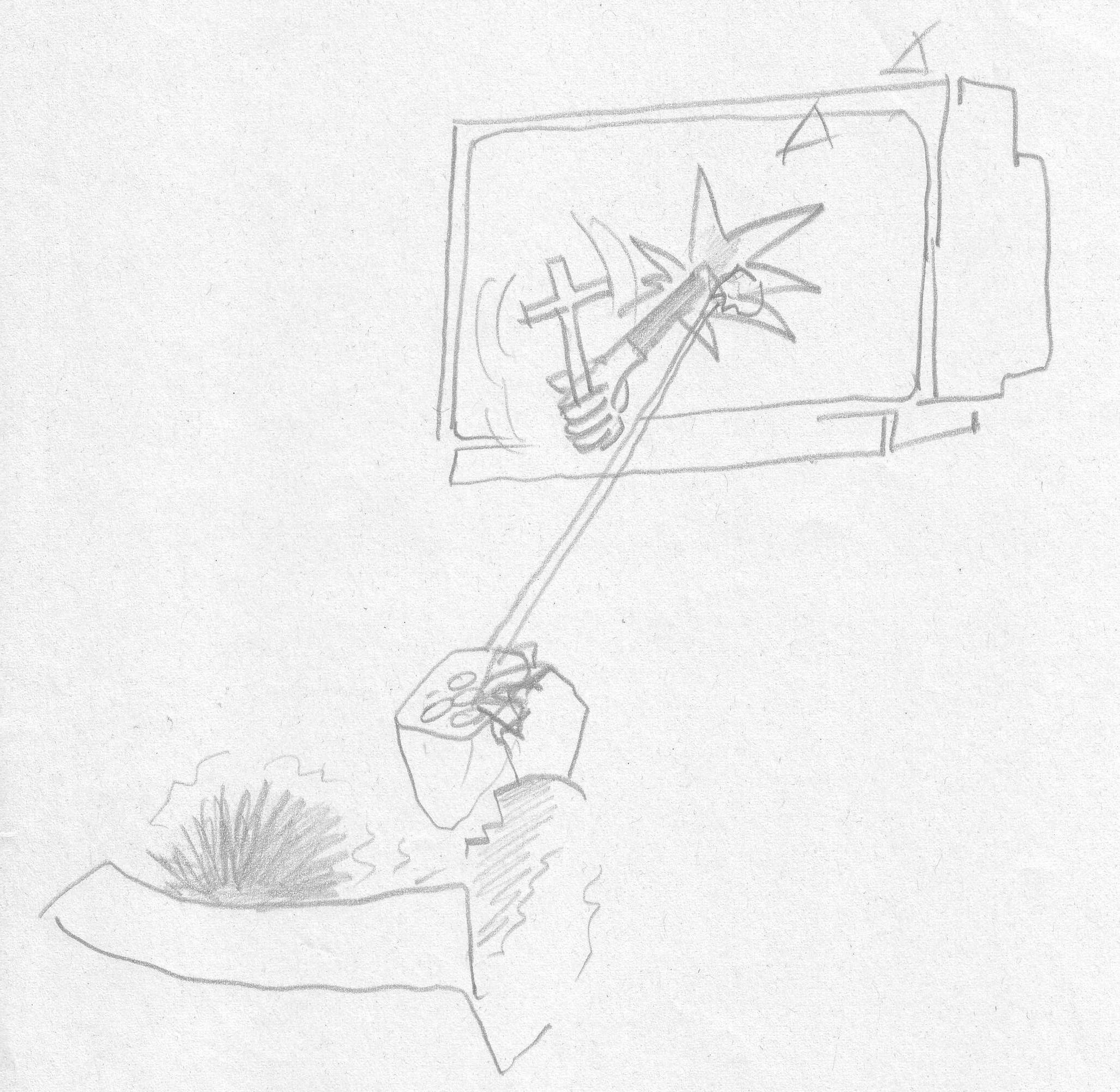
Grafik ohne Titel und Jahresangabe
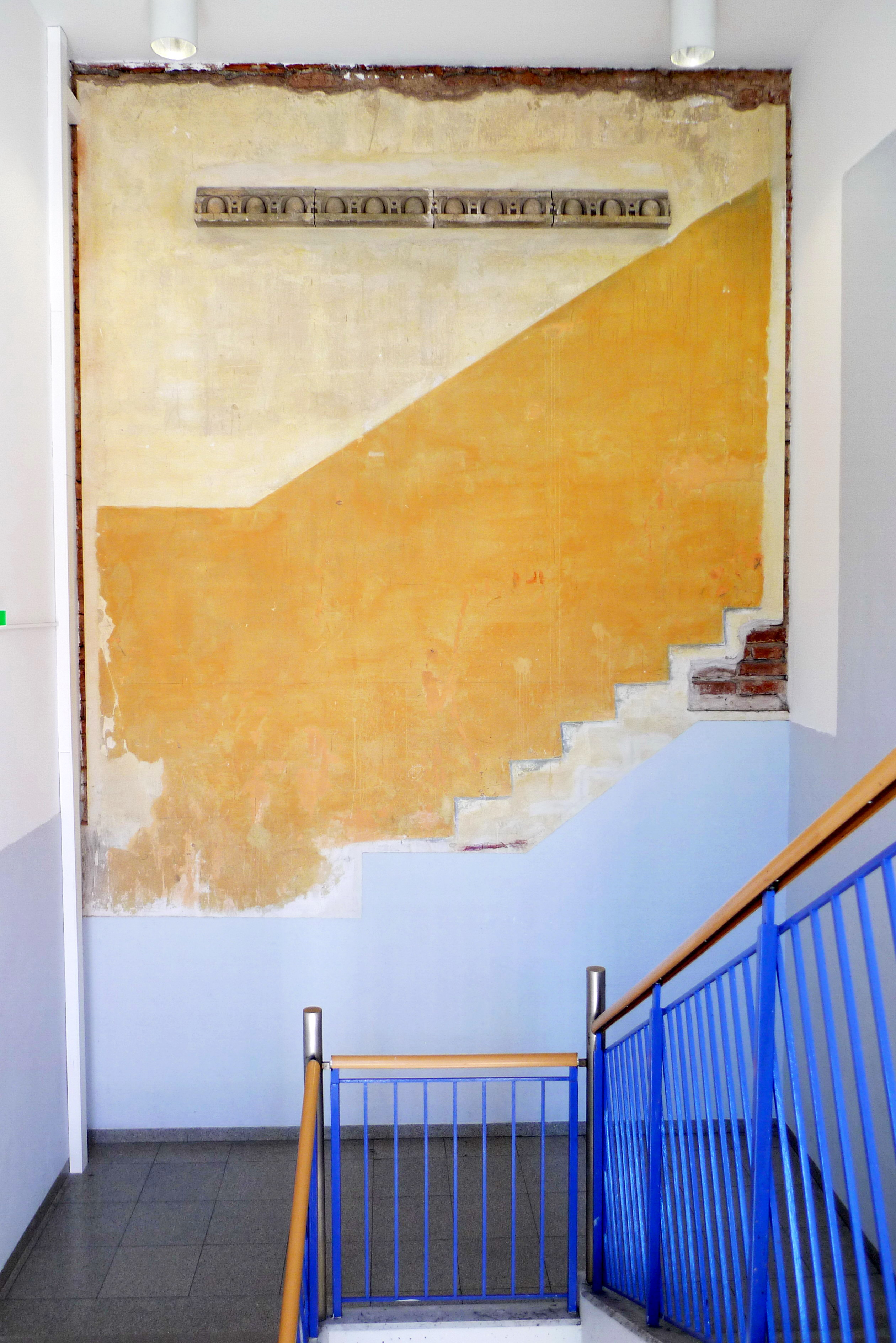
Kunst am Bau Akadem. Gymnasium Graz 1990
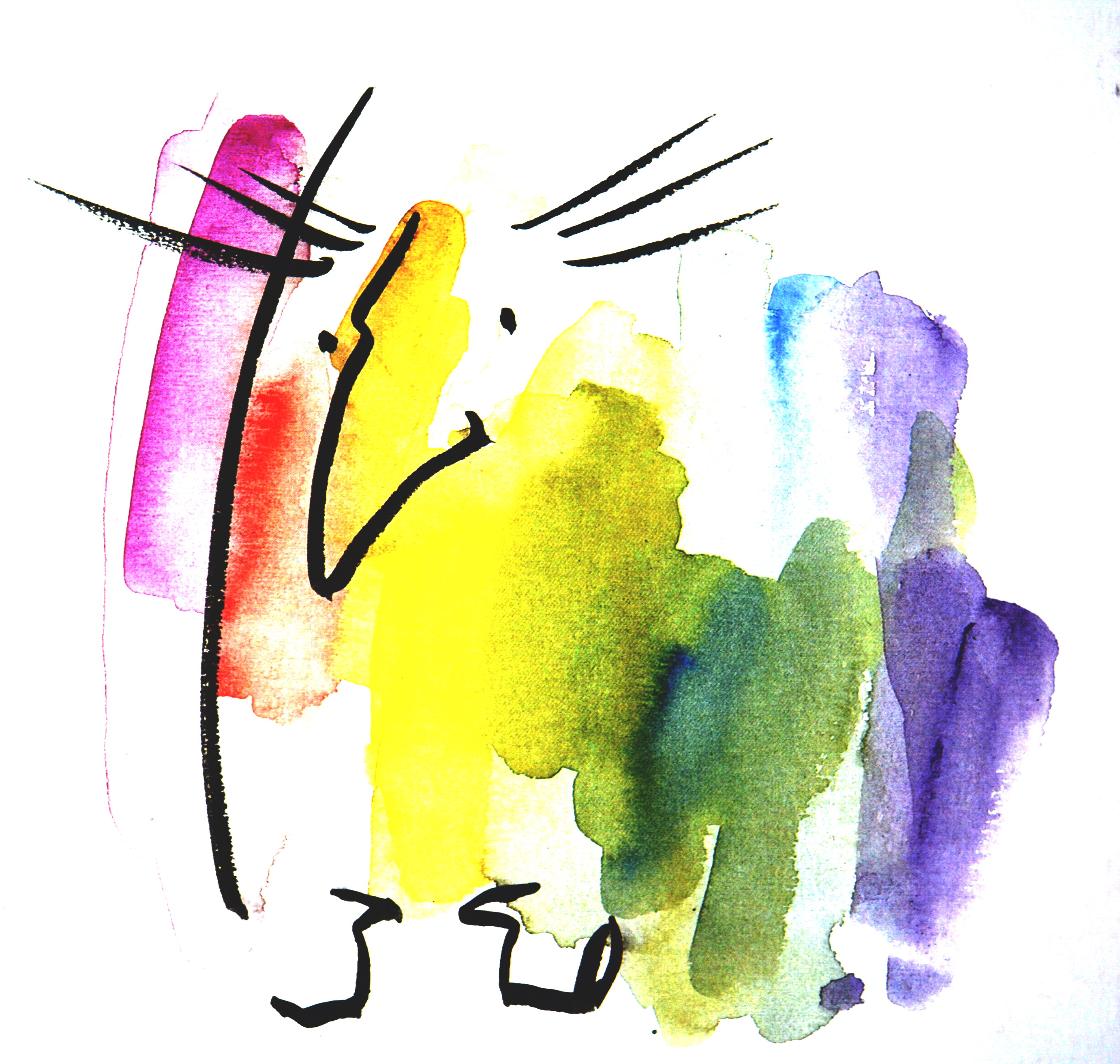
Hemler der Vogel
1992[14]
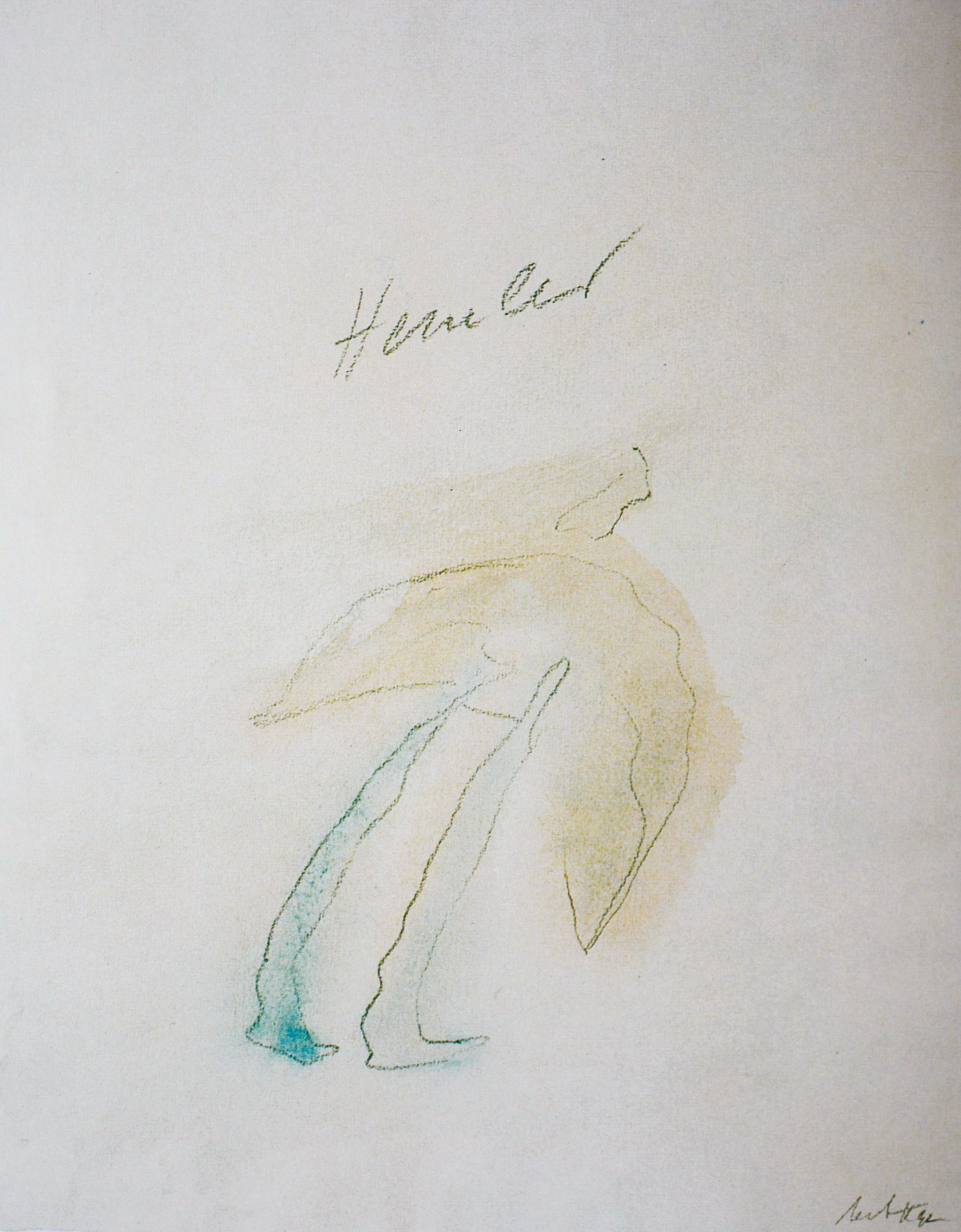
Hemler 1992
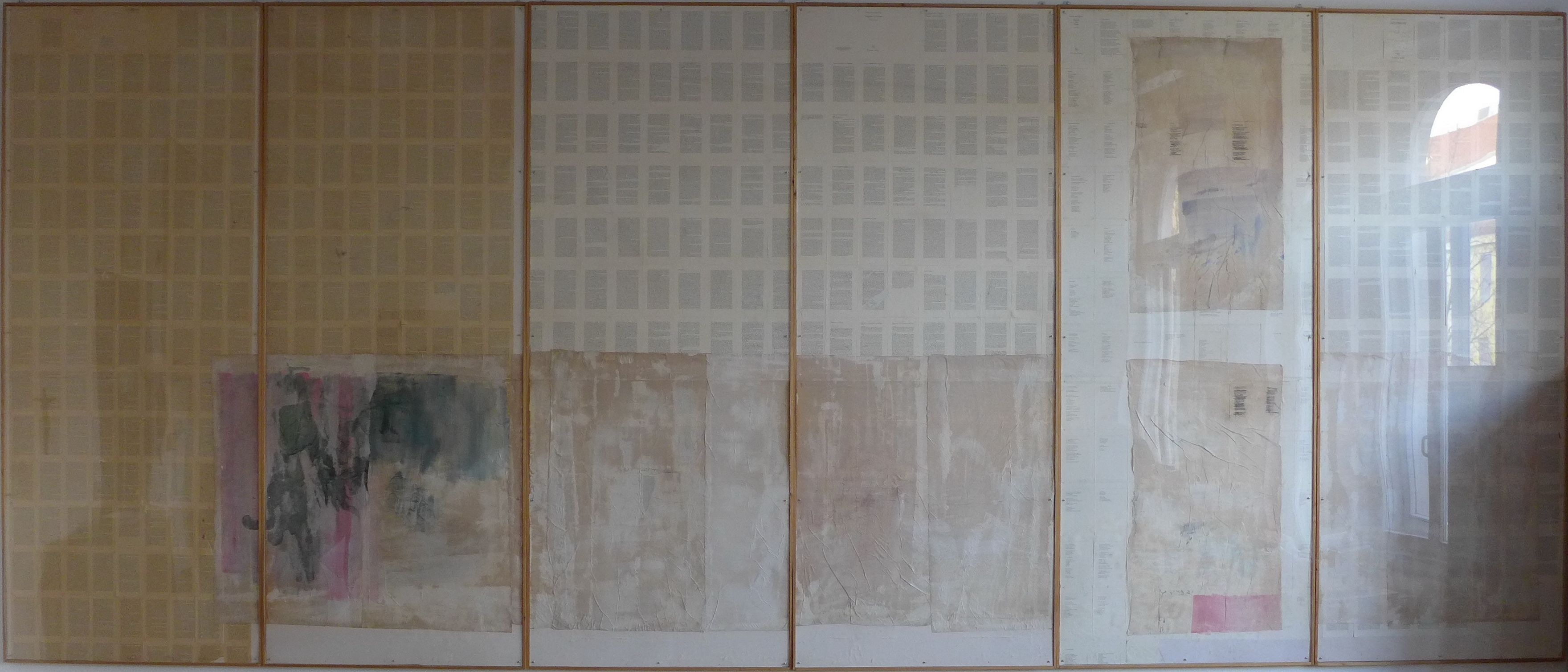
Literaturfahrplan 1995
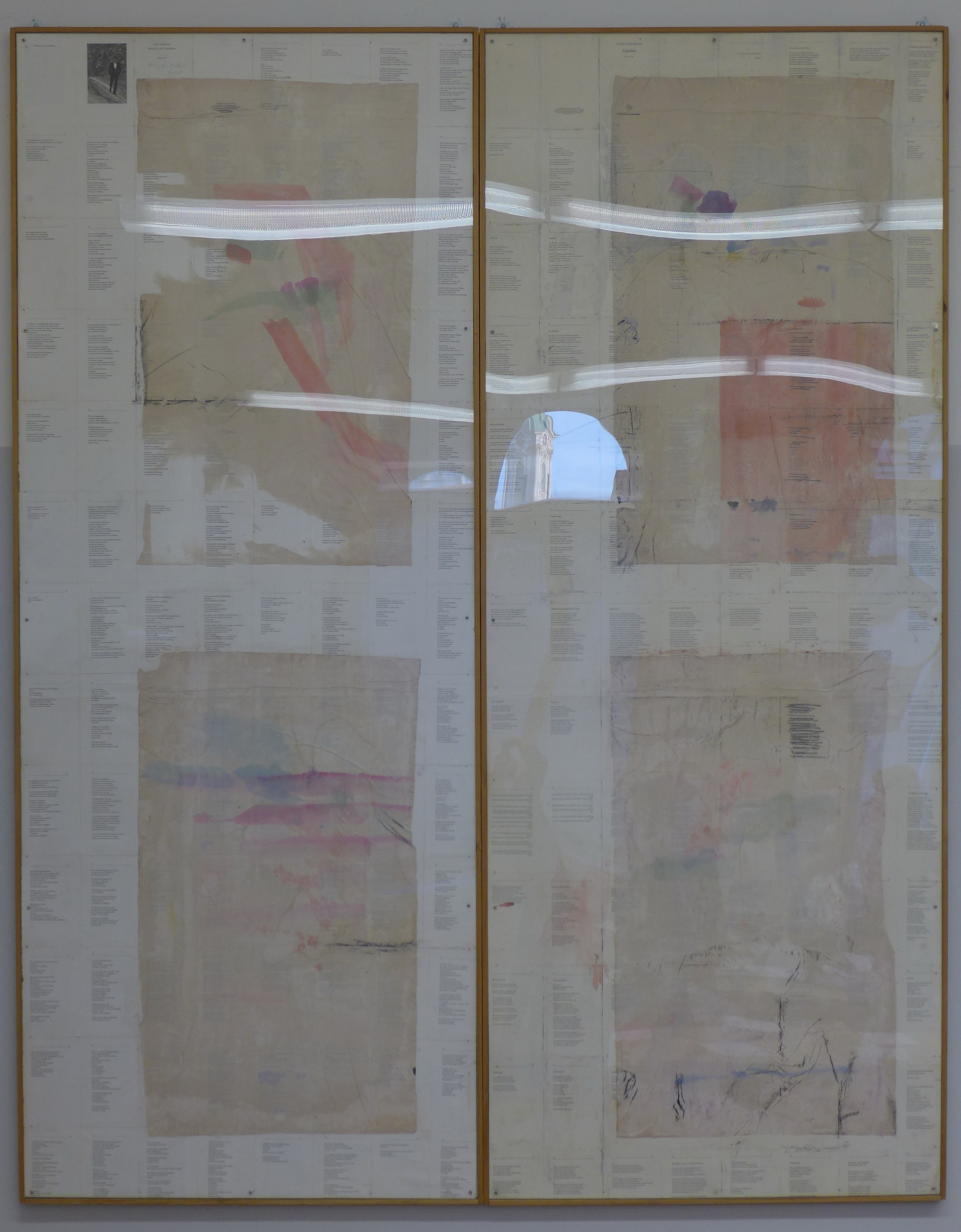
Literaturfahrplan 1995
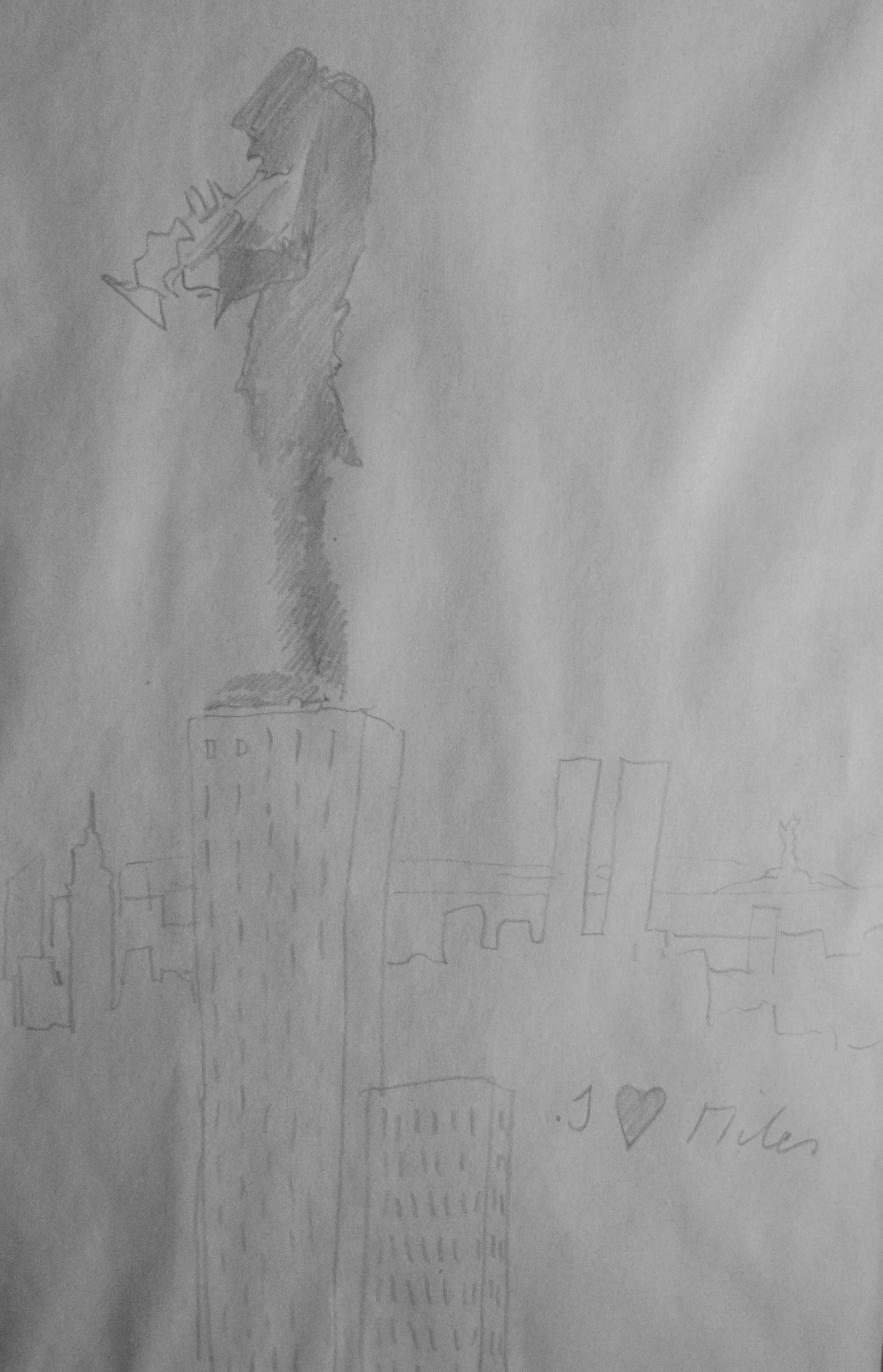
I love Miles Karikatur Miles Davis 1995
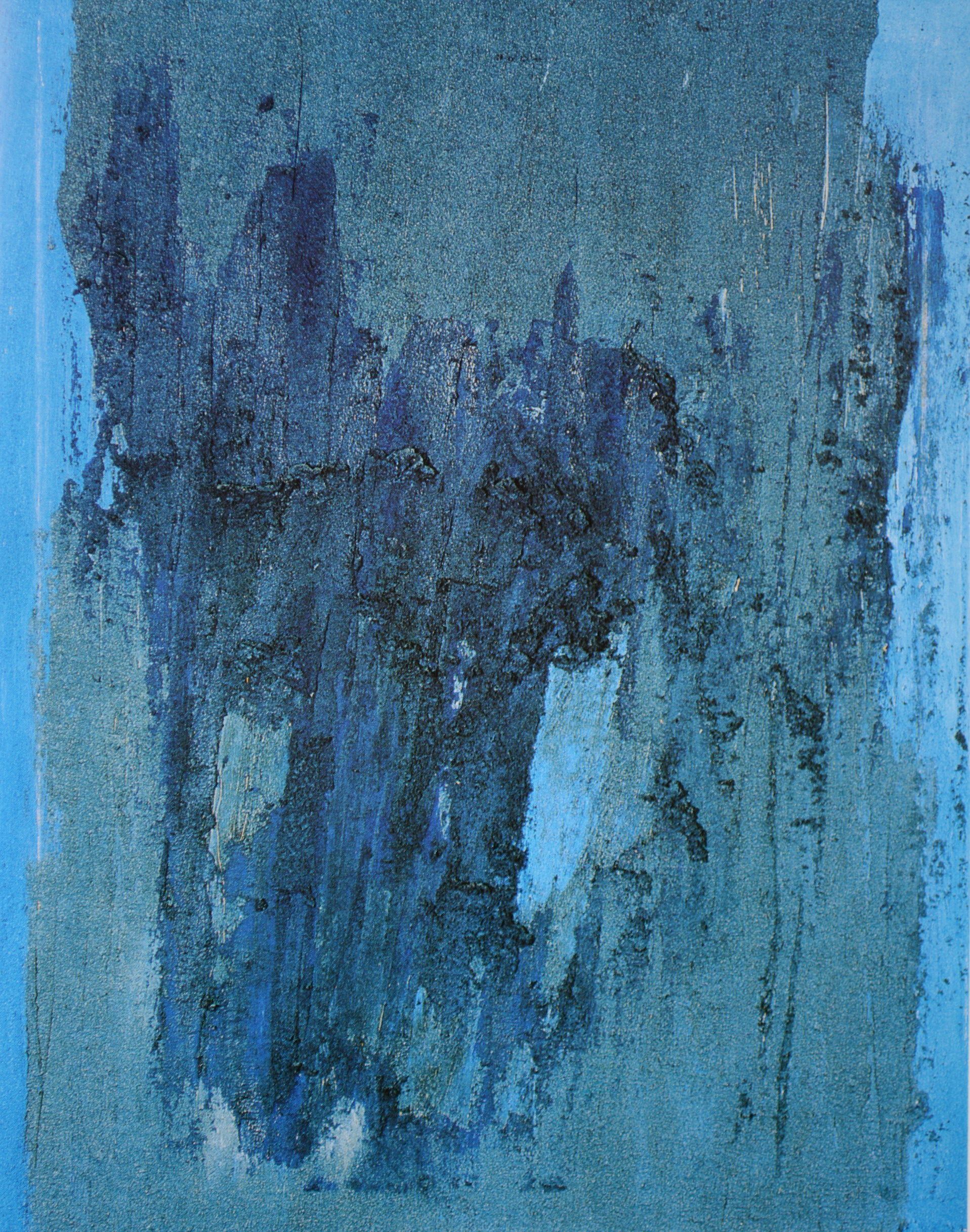
ohne Titel und Jahresangabe
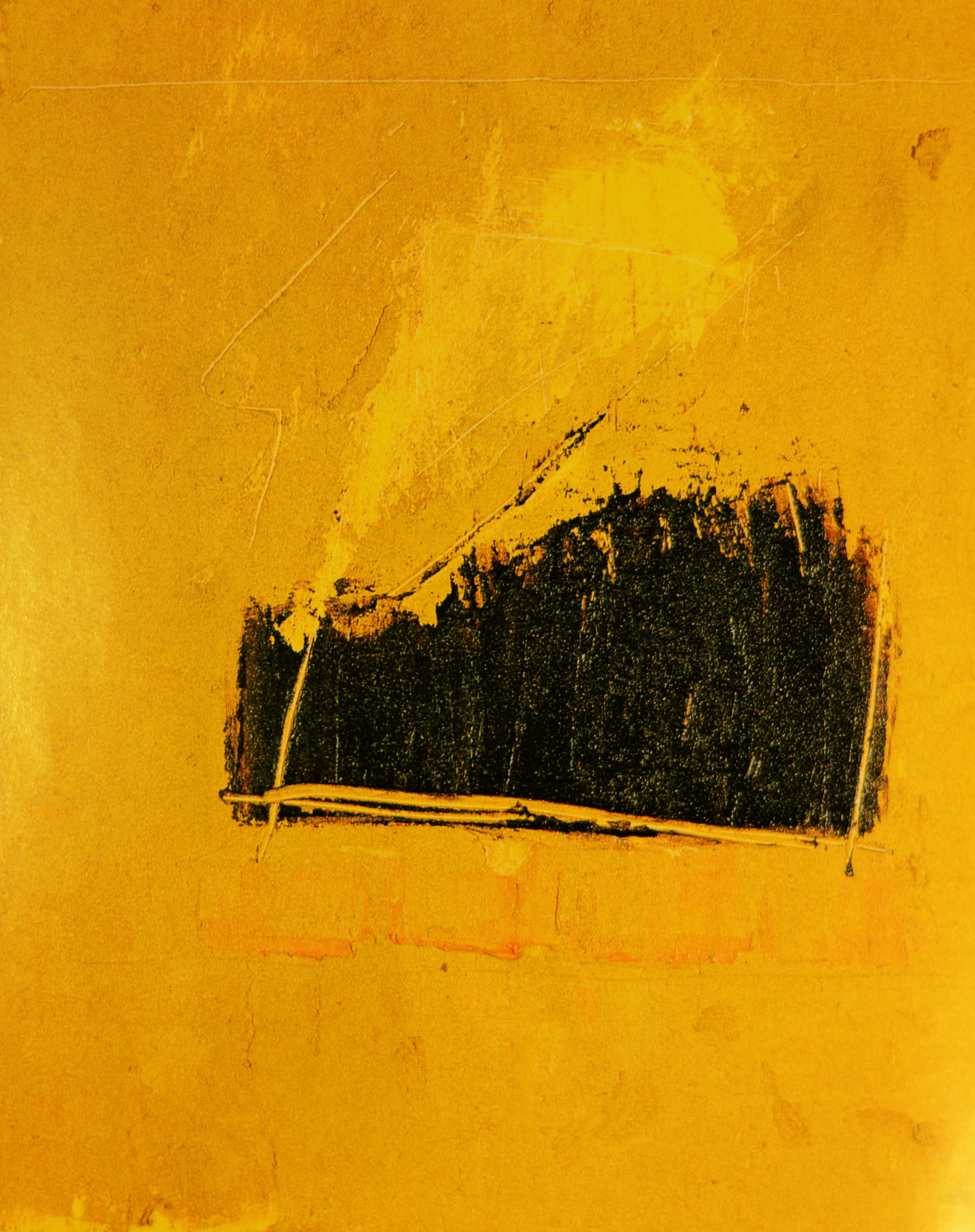
ohne Titel und Jahresangabe
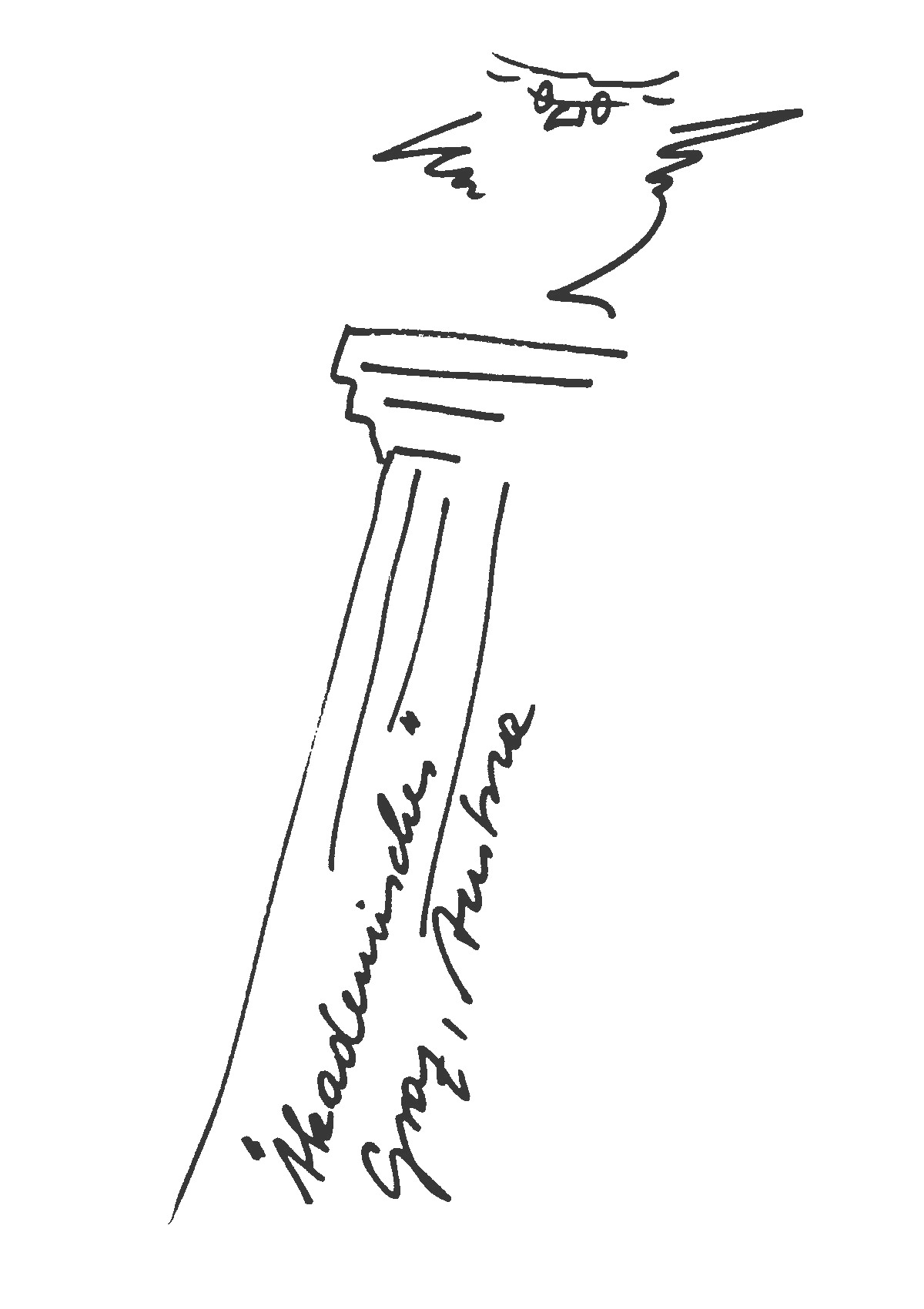
Die Eule auf der Säule Akadem. Gymnasium Graz 1995

## Auszeichnungen
- 1971 Silberne Fügermedaille
- 1976 Kunstförderungspreis der Stadt Graz
- 1979 Ehrenmedaille der Stadt Graz
- 1982 Köflacher Kunstpreis
- 1996 Ernennung zum Oberstudienrat[16]